# Nowe Kramsko
Nowe Kramsko is een dorp in de Poolse woiwodschap Lubusz. De plaats maakt deel uit van de gemeente Babimost en telt 910 inwoners.